# Lei de Weber-Fechner
A lei de Weber-Fechner tenta descrever a relação existente entre a magnitude física de um estímulo e a intensidade do estímulo que é percebida. Ernst Heinrich Weber (1795–1878) foi um dos primeiros a fazer uma aproximação ao estudo da resposta do ser humano a um estímulo físico de uma maneira quantitativa. Gustav Theodor Fechner (1801–1887) mais tarde elaborou uma interpretação teórica elaborada sobre as descobertas de Weber.
A lei de Weber-Fechner pode ser enunciada como: "a resposta a qualquer estímulo é proporcional ao logaritmo da intensidade do estímulo". Esta lei aplica-se aos 5 sentidos, mas as suas implicações são mais bem entendidas quando se refere aos estímulos provocados pela luz e pelo som. É decorrente do fenómeno assim descrito, que as medidas de percepção da intensidade sonora pelo ouvido humano, e luminosa pelos órgãos de visão, são feitas por grandezas logarítmicas. É o caso do Decibel (dB) definido como 10 vezes o logaritmo decimal da intensidade sonora. A mesma grandeza logarítmica descreve também a intensidade luminosa percepcionada, sendo genericamente usada em óptica e engenharia.